# Cosmolinea B-2
Cosmolinea B-2 è un'antologia di racconti di fantascienza dello scrittore statunitense Fredric Brown, scritti fra il 1951 ed il 1973, e pubblicata in Italia nel 1983 da Mondadori nella collana la Biblioteca di Urania. L'antologia è stata ripubblicata nel 2013 all'interno della collana Urania Millemondi; questa seconda edizione raccoglie 74 racconti: tutti i 69 racconti di Cosmolinea B-2 del 1983 e 5 racconti che erano stati invece pubblicati in Cosmolinea B-1 del 1982.

## Racconti
- Disciplina[1] (Obedience), 1950
- L'ultimo marziano[1] (The Last Martian), 1950
- Luna, luna di miele[1] (Honeymoon in Hell), 1950
- Topolino colpisce ancora[1] (Mikey Rides Again), 1950
- Vaccinazione[1] (Six-Legged Svengali), 1950, con Mack Reynolds
- Ucciso dagli antenati (Dark Interlude, 1951), con Mack Reynolds
- Un uomo esemplare (Man of Distinction, 1951)
- Lo scambiatore (Switcheroo, 1951), con Mack Reynolds
- L'arma (The Weapon, 1951)
- Umorista di professione (Cartoonist o Garrigan's Bems, 1951), con Mack Reynolds
- L'abbandonato di Kruger III (Something Green, 1951)
- La cupola (The Dome, 1951)
- E ora, un messaggio dal nostro sponsor (A Word from Our Sponsor, 1951)
- I giocatori (The Gamblers, 1951), con Mack Reynolds
- L'uomo del Presidente (The Hatchetman, 1951), con Mack Reynolds
- Io, Frittella e i Marziani (Me and Flapjack and the Martians, 1952), con Mack Reynolds
- Le ali del diavolo (Rustle of Wings, 1953)
- Gioco di specchi (Hall of Mirrors, 1953)
- Agnellino (The Little Lamb, 1953)
- Esperimento (Experiment, 1954)
- Sentinella (Sentry, 1954)
- Margherite (Daisies, 1954)
- Cortesia (Politeness, 1954)
- La ricerca (Search, 1954)
- La sentenza (Sentence, 1954)
- Alla larga! (Keep Out, 1954)
- Il solipsista (Solipsist, 1954)
- La risposta (Answer, 1954)
- Questione di scala (Pattern, 1954)
- Assurdità (Preposterous, 1954)
- Riconciliazione (Reconciliation, 1954)
- Naturalmente (Naturally, 1954)
- Voodoo (Voodoo, 1954)
- J. C. (Jaycee, 1955)
- La razza dominante (Blood, 1955)
- Millennio (Millennium, 1955)
- Immaginatevi (Imagine, 1955)
- La prima macchina del tempo (The First Time Machine, 1955)
- Giochi di parole (Too Far, 1955)
- Spedizione (Expedition, 1957)
- Lieto fine (Happy Ending, 1957), con Mack Reynolds
- Errore d'ortografia (Unfortunately, 1958)
- Trucido (Nasty, 1959)
- Levitazione (Rope Trick, 1959)
- Abominevole (Abominable, 1960)
- Inno di congedo (Recessional, 1960)
- Il potere (The Power, 1960)
- ...et dona ferentes (Earthmen Bearing Gifts, 1960)
- La casa (The House, 1960)
- Prevenzione (Hobbyist, 1961)
- Le brevi vite felici di Eustace Weaver (The Short Happy Lives of Eustace Weaver, 1961)
- Allo zoo (Bear Possibility, 1960)
- Barbaverde (Bright Beard, 1961)
- Polvere di gatto (Cat Burglar, 1961)
- Sue proprie mani (Dead Letter, 1961)
- Morte sulla montagna (Death on the Mountain, 1961)
- Errore fatale (Fatal Error, 1961)
- Amore ittico (Fish Story, 1961)
- Il compleanno della nonna (Granny's Birthday, 1961)
- Le grandi scoperte perdute (Great Lost Discoveries, 1961)
- Cavalli e umanoidi (Horse Race, 1961)
- Lo scherzo (The Joke, 1961)
- Delitto in dieci lezioni (Murder in Ten Easy Lessons, 1961)
- Incubo in bianco (Nightmare in White, 1961)
- Incubo in blu (Nightmare in Blue, 1961)
- Incubo in giallo (Nightmare in Yellow, 1961)
- Incubo in grigio (Nightmare in Grey, 1961)
- Incubo in rosso (Nightmare in Red, 1961)
- Incubo in verde (Nightmare in Green, 1961)
- L'anello di Hans Carvel (The Ring of Hans Carvel, 1961)
- Seconda possibilità (Second Chance, 1961)
- Tre piccoli gufi (Three Little Owls, 1961)
- La fine (The End, 1961)
- Il vecchio, il mostro spaziale e l'asino (Puppet Show, 1962)
- Aelurofobo (Aelurophobe, 1962)
- Ontologia (It didn't Happen, 1963)
- Il video ci guarda (Double Standard, 1963)
- Eine Kleine Nachtmusik (Eine kleine Nachtmusik, 1965), con Carl Onspaugh
- Dieci per cento (Ten Percenter, 1973)

## Edizioni
- Fredric Brown, Cosmolinea B-2, Biblioteca di Urania n. 12, Arnoldo Mondadori Editore, 1983,  p. 360.
- Fredric Brown, Cosmolinea B-2, Urania Millemondi Primavera n. 63, Mondadori, 2013,  p. 428.